# Franklin Kiermyer
Franklin Kiermyer   (* 21. Juli 1956 in Montreal, Québec) ist ein kanadischer Jazz-Schlagzeuger, Komponist und Bandleader.
Franklin Kiermyer stammt aus einem jüdischen Elternhaus und begann mit zwölf Jahren mit dem Schlagzeugspiel. Zum Jazz kam er durch die Plattensammlung seines Vaters; frühe Einflüsse waren die Big Band und New-Orleans-Jazz-Schlagzeuger Sid Catlett, Baby Dodds, Minor Hall und Gene Krupa. Seine professionelle Karriere begann er in Clubs und bei privaten Partys. Nach der Beschäftigung mit Béla Bartóks Musik wurde der tibetanische Buddhismus zu einer wichtigen Grundlage seiner musikalischen Entwicklung. Nach seinem  College-Abschluss spielte er zunächst in Rhythm and Bluesbands.
Beeinflusst von der Musik des späten John Coltrane Quartetts mit Elvin Jones und späten Coltrane-Alben wie Transition, Sun Ship und First Meditations wurde Kiermyer dann Anfang der 1990er Jahre in der New Yorker Free-Jazz-Szene durch einige Alben bekannt. 1992 erschien auf Konnex sein erstes Album Break Down the Walls, das mit einer größeren Horn section einspielt wurde; Pianist war Peter Madsen. Das Album enthielt Anklänge an Coltrane-Werke wie Africa/Brass oder A Love Supreme. 1994 folgte für das Label Evidence sein Album Solomon's  Daughter, an dem der Tenorsaxophonist Pharoah Sanders mit seinem intensiven Spiel eine wichtige Rolle spielte, weitere Mitspieler waren der Pianist John Esposito und der Schlagzeuger Drew Gress.
Auch sein zweites Evidence-Album Kairos (1995) nimmt Bezug auf Coltranes Musik um 1965/66; seine Mitspieler waren der Tenorist/Sopranist Michael Stuart, John Esposito und der Bassist Dom Richards; als Gast wirkte Sam Rivers am Sopran bei einem Titel mit. 1995 trat er mit seinem Quartett auf dem Festival International de Jazz de Montréal auf.
1999 spielte er mit Umdze Lordo Samphel aus dem tibetischen Kloster Rumtek das ungewöhnliche Werk „Auspicious Blazing Sun“ (1999) ein.

## Diskographische Hinweise
- Breakdown the Walls (1992, Konnex)
- In the House of My Fathers (1993, Konnex) mit Dave Douglas, John Stubblefield, Anthony Cox
- Solomon’s Daughter (1994, Evidence)
- Kairos (1995, Evidence)
- Auspicious Blazing Sun (1999, Sunship)
- Sanctification (1999, Sunship)
- Great Drum of the Secret Mirror (2002, Sunship)
- Scatter the Atoms That Remain: Exultation (Dot Time. 2019), mit Davis Whitfield, Jovan Alexandre, Otto Gardner